# Villemorien
Villemorien ist eine französische Gemeinde mit 203 Einwohnern (Stand: 1. Januar 2022) im Département Aube in der Region Grand Est (vor 2016 Champagne-Ardenne). Sie gehört zum Arrondissement Troyes und zum Kanton Bar-sur-Seine.

## Lage
Villemorien liegt etwa 29 Kilometer südöstlich von Troyes am Sarce.
Nachbargemeinden sind Jully-sur-Sarce im Norden, Bar-sur-Seine im Nordosten, Polisot im Osten, Arrelles im Süden sowie Villiers-sous-Praslin im Westen und Südwesten.

## Geschichte
Die Ortschaft wird 721 erstmals urkundlich (Villa Maurinae) erwähnt. 

## Bevölkerungsentwicklung
| Jahr                      | 1962 | 1968 | 1975 | 1982 | 1990 | 1999 | 2006 | 2011 | 2016 |
| ------------------------- | ---- | ---- | ---- | ---- | ---- | ---- | ---- | ---- | ---- |
| Einwohner                 | 203  | 192  | 200  | 181  | 192  | 172  | 188  | 200  | 208  |
| Quelle: Cassini und INSEE |      |      |      |      |      |      |      |      |      |

## Sehenswürdigkeiten
- Kirche Saint-Germain aus dem 12. Jahrhundert
- Schloss Villemorien aus dem 18. Jahrhundert, Monument historique seit 1987/1990

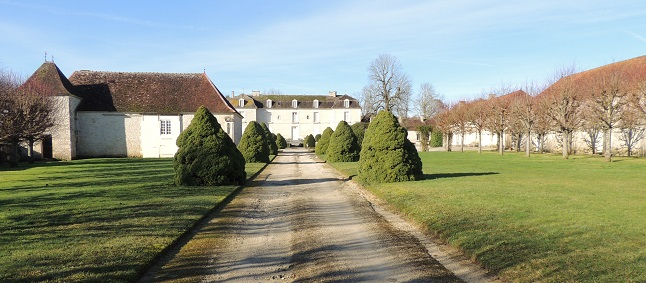
Schloss Villemorien